# 多賀氏
多賀氏（たがし）は、日本の氏族のひとつ。現在の滋賀県犬上郡多賀町にある多賀大社の社家で、後に武家に転向した。

## 歴史
多賀氏の出自には不明な点が多く、中原氏流長野氏説、宇多源氏佐々木氏説、藤原秀郷子孫説など諸説あるが、江戸時代の国学者塙保己一は『続群書類従』の中で中原氏長野氏説を採っている。しかし、多賀大社の神官を務めた多賀氏は甲良町下之郷を拠点とした土着の豪族で、鎌倉時代初期から中期にかけて多賀町・甲良町など甲良地方に勢力を持っていたが、中原氏流長野氏とするには整合性が取れないため、あくまで推測の域を出ていない。また、仮冒の可能性も疑われている。
鎌倉時代に多賀氏は北条氏に多賀地方を寄進、得宗家の直轄領としてもらうことで他の国人の侵入を防いだ。多賀大社の祭礼については神官として国人への命令が出来たが、南北朝時代以降は多賀大社の史料に現れず、代わって京極氏の被官としての活動が見られ、『太平記』には佐々木道誉の家臣として明記されているため、南北朝時代に京極氏に仕えたとされる。
やがて多賀氏は家系が2つに分かれ、甲良町下之郷を拠点とした一派は左衛門尉・豊後守を名乗り、もう一方は東浅井郡中野に土着して右衛門尉・出雲守を名乗ったためそれぞれ豊後守家、出雲守家と呼ばれた。
室町時代中期に京極氏から豊後守家に入った多賀高忠は侍所所司代として京都の治安維持に力を発揮、応仁の乱でも東軍に属した主家を支えて活躍した。しかし、文明2年（1470年）に発生したお家騒動（京極騒乱）で京極氏と多賀氏は分裂、高忠に反感を抱いた出雲守家の多賀清直・宗直父子が西軍に寝返り、京極氏の弱体化を招いた。
清直は文明11年（1479年）に亡くなり、文明13年（1481年）に高忠・宗直は和睦したが、文明18年（1486年）に高忠が死去、翌長享元年（1487年）に宗直も京極氏に反乱を起こして敗死、出雲守家は断絶した。高忠の子孫である豊後守家は高島郡に移り近江国人として存続、堀秀政の弟多賀秀種が養子に入って転封、改易を繰り返した末に前田利常の家臣となり、子孫は加賀藩藩士となった。
その他、讃岐丸亀藩などの大名京極氏の家臣となった子孫もいる。分家に土田氏、久徳氏などがある。